# Anthostomella combreti
Anthostomella combreti är en svampart som beskrevs av Lar.N. Vassiljeva 2006. Anthostomella combreti ingår i släktet Anthostomella och familjen kolkärnsvampar.   Inga underarter finns listade i Catalogue of Life.